# Katharina Schridde
Katharina Klara Schridde (* 1964 in Berlin-Reinickendorf als Barbara Schridde) ist eine evangelische Benediktinerin, Pfarrerin und Autorin.

## Leben
Nach Schulzeit und Abitur studierte Schridde ab 1982 Geschichte in ihrer Heimatstadt Berlin. Sie brach das Studium jedoch ab und begann 1989 eine Ausbildung zur Kinderkrankenschwester am Auguste-Viktoria-Krankenhaus. Besonders intensiv erlebte sie dabei die Arbeit auf der Kinderkrebsstation.
Auf dem Deutschen Evangelischen Kirchentag im Ruhrgebiet 1991 kam sie das erste Mal mit der Communität Casteller Ring, einer Ordensgemeinschaft von Frauen innerhalb der Evangelisch-Lutherischen Kirche in Bayern, in Berührung. Schridde zog 1992 auf den Schwanberg und begann ihre Mitgliedschaft in der Ordensgemeinschaft wie üblich mit einem Noviziat, welches sie 1997 mit der Profess abschloss.
Ab 1995 studierte sie evangelische Theologie in Erlangen. Sie ist ordinierte Pfarrerin der Kirchenprovinz Sachsen. Von 2008 bis zur Auflösung 2011 leitete sie die Stadtstation der Communität im Augustinerkloster Erfurt und war als Pfarrerin an der dortigen Augustinerkirche tätig. Derzeit lebt sie wieder in Berlin.
Des Weiteren betätigt sie sich als Autorin. Zweckfreies Sein vor Gott über das Leben der Gründerin der Communität Christel Felizitas Schmid erhielt den Argula-von-Grumbach-Preis der Evangelisch-Lutherischen Kirche in Bayern.

## Veröffentlichungen (Auswahl)
- Evangelisches Frauenbrevier (2006, Gütersloher Verlagshaus, ISBN 978-3-579-06862-6)
- Leben in Fülle. Ein Übungsweg durch die Fastenzeit (2007, Gütersloher Verlagshaus, ISBN 978-3-579-06863-3)
- Heilung suchen – Zur Ruhe finden: Heilmeditationen (2007, Weltbild, ISBN 978-3-89897-812-5)
- Den mütterlichen Gott suchen. Ein Leitfaden der Geistlichen Begleitung (2008, Vier Türme, ISBN 978-3-89680-381-8)
- ... und plötzlich Nonne (2009, Verlag Herder, ISBN 978-3-451-30186-5)
- Begegnung mit Dir. Ein Exerzitienbuch (2009, Pattloch, ISBN 978-3-629-02221-9)
- Mit Lust und Liebe. Das Elisabeth-Brevier (2009, Hrsg. zusammen mit Katharina Talkner, Lutherisches Verlagshaus, ISBN 3-7859-0993-4)
- Du bist gesegnet. Gottes Zusage für das Leben (2010, Verlag Kreuz, ISBN 978-3-7831-3445-2)
- Alltag und Fest. Von den Gezeiten des Lebens (2010, Verlag Herder, ISBN 978-3-451-06096-0)
- Maria – Königin und Kämpferin. Ein spiritueller Erfahrungsweg für heute (2010, Verlag Kreuz, ISBN 978-3-7831-8008-4)
- Die Urkraft der Liebe. Ermutigung zum erfüllten Leben (2011, Präsenz-Verlag, ISBN 978-3-87630-207-2)
- Wie im Himmel so auf Erden. Die schönsten Gebete des Christentums (Hrsg., 2011, Verlag Herder, ISBN 978-3-451-06405-0)